# Focșănei
Focșănei – wieś w Rumunii, w okręgu Buzău, w gminie Vadu Pașii. W 2011 roku liczyła 780 mieszkańców.